# Pohled
Pohled è un comune della Repubblica Ceca facente parte del distretto di Havlíčkův Brod, nella regione di Vysočina.

## Monumenti e luoghi d'interesse
- Castello di Pohled